# Гражданска война в Испания
Испанската гражданска война (на испански: Guerra Civil Española) е значителен военен конфликт между Втората испанска република (републиканците и Народният фронт) и опозиционната Бунтовническа фракция, начело с Франсиско Франко, в резултат на което е ликвидирана Испанската република. Конфликтът трае от 17 юли 1936 г. до 1 април 1939 г.
Войната започва след pronunciamiento (декларация на опозицията) от страна на група десни генерали под ръководството на Хосе Санхурхо срещу правителството на Втората испанска република, която е под ръководството на президента Мануел Асаня. Бунтовническият преврат е подкрепен от редица про-Франко групи – монархисти, фашисти, фалангисти, карлисти и алфонисти.
След само частично успелия преврат, Испания остава военно и политически разделена. Казармите във важни градове като Мадрид, Барселона, Валенсия, Билбао и Малага не се присъединяват към бунта, както и испанско Мароко, Памплона, Бургос, Валядолид, Кадис, Кордоба и Севиля. Оттогава нататък, Франсиско Франко започва продължителна война с правителството, докато лоялистки поддръжници на лявото републиканско правителство се борят с въстаническите сили за контрол над страната. Генералите получават подкрепата на Нацистка Германия, Кралство Италия, както и на съседна Португалия, докато Съветският съюз и Мексико, а в началото на войната и Франция дават подкрепата си на републиканското правителство.
Жестоки убийства съпътстват завладените от националистите територии. Подобни жестокости следват и в територии, завладени от републиканците. Гражданската война се води със страст и силно политическо разединение. Десетки хиляди цивилни от двете страни са убивани само заради техните политически или религиозни възгледи, а след края на войната през 1939 г. тези, които са свързани с републиканците, са преследвани от победоносните националисти.
Войната завършва с победа на националистите бунтовници, свалянето на републиканското правителство и изгнанието на хиляди испански републиканци, много от които бягат в бежанските лагери в Южна Франция.

## Предистория
До началото на 20 век кралство Испания е в дълбок упадък и криза. Страната влиза в 20 век като изостанала полуфеодална държава със силно изострено междуетническо, междукласово и идеологическо противоречие и вражда. По-голямата част от населението живее под прага на бедността, земеделските производители страдат от липсата на земя и потисничеството на земевладелците, а работниците – от неуредените трудови отношения. Етническите малцинства (баски, каталунци, галисийци), които представляват повече от една четвърт от испанското население, се противопоставят на централизираната вътрешна политика в Мадрид и искат автономия.
В специална позиция в държавата е армията, която е като държава в държавата. Въпреки това, крайният консерватизъм на ръководството ѝ пречи на нейното развитие: испанските войски са обучени по остарели стандарти и воюват с остарели оръжия. С големи облаги и привилегии се ползва в страната и Римокатолическата църква.
Крал Алфонсо XIII и неговото правителство не възнамеряват да извършат необходимите реформи. Всеки опит за протест срещу режима е смазван брутално от армията и Гражданската гвардия (военизирана полиция).
През 1923 г. със стабилизиране на ситуацията в Испания се заема генерал Мигел Примо де Ривера. Той извършва военен преврат, разпуска правителството, парламента и политическите партии, налага цензура и установява военна диктатура в страната. Примо де Ривера се опитва да модернизира Испания въз основа на опита на италианските фашисти. Чрез насърчаване на местните предприемачи той постига редица социално-икономически успехи, но под натиска на краля и една голяма част от обществото, което е недоволно от ограничаването на техните права, на 28 януари 1930 г. Примо де Ривера подава оставка и избягва от страната.
Монархията пада когато на 12 април 1931 г. се провеждат свободни избори, в големите градове триумфът на опозиционните партии е несъмнен. Под влиянието на многобройните демонстрации на поддръжниците на републиканската форма на управление на 14 април 1931 г. Алфонсо XIII емигрира, но формално не се отказва от трона. Испания е провъзгласена за република.
Първият президент на републиката става Нисето Алкала-Самора и Торес, а първият министър-председател Мануел Асаня.
Републиката обявява равенство пред закона, премахва всички видове аристократични титли и звания, дава на гражданите необичайно широк кръг от права и свободи (работа, образование, социално подпомагане, политическо участие и т.н.). Испания се превръща в парламентарна република.
Новото правителство встъпва в решително настъпление срещу бившия елит – духовенство, земевладелци и офицери. В частност, отчуждена е земята в излишък (повече от 200 хектара), значително са съкратени въоръжените сили, църквата е отделена от държавата, като ѝ е забранено да участва в образованието и да провежда служба в армията, ликвидиран е договорът с Ватикан, забранен е Орденът на йезуитите, легализирани са разводът и гражданският брак.
Неуверената политика на временното правителство въвлича Испания в редица остри политически кризи: от 1931 до 1936 г. републиката преживява повече от 20 правителствени кризи. През август 1932 г. има неуспешен опит на военен преврат, а през октомври 1934 г. – работническо въстание в провинция Астурия, което също завършва с неуспех. Расте влиянието на радикално настроените политически сили – комунисти, анархисти и фашисти. В 1933 г. е образувана ултрадясна партия – Испанска фаланга.
На 16 февруари 1936 година изборите с минимална преднина печели Народният фронт. Председател на правителството отново става Мануел Асаня. Министър-председател става Сантяго Касарес Кирога. Те ускоряват аграрната реформа. Повсеместно са организирани стачки. През първата половина на 1936 г. напрежението между управляващия ляв Народен фронт (социалисти, републиканци, каталонци и баски) и дясната опозиция (националисти и монархисти) се засилва значително. Убийството на водача на парламентарната опозиция, монархиста с про-фашистки възгледи Хосе Калво Сотело на 13 юли 1936 г. става повод за избухването на отдавна подготвяния от военните метеж.

## Военен преврат
Малко след победата на Народния фронт на изборите през 1936 г., различни групи офицери, действащи и пенсионирани се събират, за да обсъждат перспективата за преврат. Едва в края на април, генерал Емилио Мола изпъква като лидер на национална заговорна мрежа. Републиканското правителство предприема действия за отстраняване на заподозрени генерали от влиятелни постове. Франко е уволнен като началник-щаб и е прехвърлен на командване на Канарските острови. Мануел Годед е отстранен като генерален инспектор и е назначен за генерал на Балеарските острови. Емилио Мола е преместен от ръководител на армията в Африка до военен командир на Памплона в Навара. Това обаче позволява на Мола да ръководи бунта на континента. Генерал Хосе Санхурио става фигурант на операцията и спомага за постигането на споразумение с карлистите. Мола е главен плановик и втори в командването. Хосе Антонио Примо де Ривера е хвърлен в затвора в средата на март, за да ограничи фалангата. Действията на правителството обаче не са толкова задълбочени, колкото биха могли да бъдат, и предупрежденията на директора по сигурността и други фигури не са приети.
Бунтът е лишен от каквато и да е конкретна идеология. Основната цел е да се сложи край на анархистичните безредици. Планът на Мола за новия режим е предвиден като „републиканска диктатура“, моделирана по Португалия на Антонио Салазар и като полу-плуралистичен авторитарен режим, а не като тоталитарна фашистка диктатура. Първоначалното правителство да бъде изцяло военна "Директория", която ще създаде "силна и дисциплинирана държава". Генерал Санхурио да бъде ръководител на този нов режим, тъй като е широко харесван и уважаван в армията, въпреки че позицията му до голяма степен е символична поради липсата на политически талант. Конституцията от 1931 г. да бъде замръзена, заменена от нов „учредителен парламент“, който да бъде избран от нов политически прочистен електорат, който ще гласува по въпроса за републиката срещу монархията. Някои либерални елементи ще останат, като отделянето на църквата от държавата, както и свободата на религията. Аграрните въпроси да бъдат решавани от регионалните комисари на базата на дребни стопанства, но колективното отглеждане да бъде разрешено при някои обстоятелства. Законодателството преди февруари 1936 г. да бъде спазено. Ще бъде необходимо насилие, за да се унищожи опозицията срещу преврата, въпреки че изглежда Мола не е предвидил масовите зверства и репресиите, които в крайна сметка ще се проявят по време на гражданската война. От особена важност за Мола е да се гарантира, че въстанието в основата си е дело на армията, което няма да бъде обект на специални интереси и че превратът ще превърне въоръжените сили в основата на новата държава. Въпреки това, отделянето на църквата от държавата е забравено, след като конфликтът придобива измерението на религиозна война и военните власти все повече се подчиняват на Църквата и на изразяването на католическите чувства. Програмата на Мола обаче е неясна и само груба скица и има разногласия между превратаджиите относно тяхната визия за Испания.
На 12 юни министър-председателят Касарес Кирога се среща с генерал Хуан Ягуе, който лъжливо убеждава Касарес в своята лоялност към републиката. Мола започва сериозно планиране през пролетта. Франко е ключов играч заради престижа си като бивш директор на военната академия и като човек, който потушава стачката на астурийските миньори от 1934 г. Той е уважаван в армията на Африка, най-здравите части на армията. С помощта на британските разузнавателни агенти Сесил Беб и Хю Полард, бунтовниците наемат самолет Dragon Rapide (платен с помощта на Хуан Марч, най-богатият човек в Испания по това време), за да докарат Франко от Канарските острови до Испанско Мароко. Самолетът излита за Канарските острови на 11 юли, а Франко пристига в Мароко на 19 юли. Според Стенли Пейн на Франко е предложена тази позиция, тъй като планирането на Мола за преврата става все по-сложно и не изглежда, че ще бъде толкова бързо, колкото се надява, вместо това вероятно ще се превърне в миниатюрна гражданска война, която ще продължи няколко седмици. По този начин Мола заключава, че войските в Испания са недостатъчни за задачата и че ще бъде необходимо да се използват елитни части от Северна Африка, нещо, което Франко винаги е вярвал, че ще е необходимо.
На 12 юли 1936 г. фалангистите в Мадрид убиват полицейския служител лейтенант Хосе Кастийо от Guardia de Asalto (щурмова гвардия). Кастийо е член на социалистическата партия. Кастийо е ръководил щурмова гвардия, която яростно потушава бунтовете след погребението на лейтенанта от Guardia Civil Анастасио де лос Рейес. (Рейес е застрелян от анархисти по време на военния парад на 14 април в чест на петте години на Републиката.)
Капитан от щурмова гвардия Фернандо Кондес е близък личен приятел на Кастийо. На следващия ден, след като получава одобрението на министъра на вътрешните работи за незаконно арестуване на определени членове на парламента, той ръководи отряда си да арестува Хосе Мария Гил-Роблес и Киньонес, основател на CEDA, като отмъщение за убийството на Кастийо.
Последват масови репресии. Убийството на Сотело с участието на полицията събужда подозрения и силни реакции сред опонентите на правителството вдясно. Въпреки че националистическите генерали вече планират бунт, събитието е катализатор и публично оправдание за преврат. Стенли Пейн твърди, че преди тези събития идеята за бунт на армейските офицери срещу правителството е отслабнала; Мола изчислява, че само 12% от офицерите надеждно подкрепят преврата и в един момент обмисля бягство от страната от страх, че вече е компрометиран и трябва да бъде убеден да остане от своите съзаговорници. Въпреки това, отвличането и убийството на Сотело трансформира „куцащата конспирация“ в бунт, който може да предизвика гражданска война. Произволното използване на смъртоносна сила от държавата и липсата на действия срещу нападателите води до обществено неодобрение към правителството. Не са предприети ефективни наказателни, съдебни или дори следствени действия. Убийството на парламентарен лидер от държавната полиция е безпрецедентно и вярата, че държавата е престанала да бъде неутрална и ефективна в задълженията си, насърчава важни сектори на десните да се присъединят към бунта. Часове след като научава за убийството и реакцията, Франко променя решението си за бунт и изпраща съобщение до Мола, за да покаже твърдата си ангажираност.
Социалистите и комунистите, водени от Индалесио Прието, искат да бъде раздадено оръжие на хората, преди военните да вземат властта. Премиерът се поколебава.

### Начало на преврата
| Първоначална територия на националистите – юли 1936 г. напредък до септември 1936 г. напредък до октомври 1937 г. напредък до ноември 1938 г. напредък до февруари 1939 г. Последната област под републикански контрол Основни националистически центрове Основни републикански центрове | Сухопътни битки Морски битки Бомбардирани градове Концентрационни лагери Кланета Бежански лагери |

Времето за избухване на въстанието е фиксирано на 17 юли, в 17:01 ч., съгласувано с лидера на карлистите, Мануел Фал Конде. То обаче е променено — мъжете в мароканския протекторат трябва да бъдат вдигнати в 05:00 ч. на 18 юли, а тези в същинска Испания ден по-късно, за да може да се постигне контрол над Испанско Мароко и силите да бъдат изпратени обратно на Иберийския полуостров, за да съвпаднат с вълненията там. Въстанието е предназначено да бъде бърз държавен преврат, но правителството запазва контрола над по-голямата част от страната.
Контролът над Испанско Мароко е почти сигурен. Планът е разкрит в Мароко на 17 юли, което кара заговорниците да действат незабавно. Срещната е малка съпротива. Въстаниците разстрелват 189 души. Годед и Франко веднага поемат контрола над островите, на които са назначени. На 18 юли Касарес Кирога отказва предложение за помощ от Националната конфедерация на труда и Общия съюз на работниците, което кара групите да обявят обща стачка - на практика мобилизиране. Те отварят скривалища за оръжия, някои заровени след размириците през 1934 г., и сформират милиции. Паравоенните сили за сигурност често чакат резултата от действията на милицията, преди да се присъединят или да потушат бунта. Бързите действия от страна на бунтовниците или анархистките милиции често биват достатъчни, за да се реши съдбата на даден град. Генерал Гонсало Куейпо де Ляно овладява Севиля за бунтовниците, като арестува редица други офицери.

### Резултат
Бунтовниците не успяват да превземат нито един голям град с изключение на Севиля, която осигурява точка за кацане на африканските войски на Франко, и предимно консервативните и католически области на Стара Кастилия и Леон, които падат бързо. Те превземат Кадис с помощта на първите войски от Африка.
Правителството запазва контрола над Малага, Хаен и Алмерия. В Мадрид бунтовниците са приковани към обсадата на Куартел де ла Монтаня, която пада със значително кръвопролитие. Лидерът на републиканците Касарес Кирога е заменен от Хосе Хирал, който нарежда разпределението на оръжия сред цивилното население. Това улеснява поражението на армейското въстание в основните индустриални центрове, включително Мадрид, Барселона и Валенсия, но позволява на анархистите да поемат контрола над Барселона заедно с големи части от Арагон и Каталуния. Генерал Годед се предава в Барселона и по-късно е осъден на смърт. Републиканското правителство в крайна сметка контролира почти цялото източно крайбрежие и централната зона около Мадрид, както и по-голямата част от Астурия, Кантабрия и част от Страната на баските на север.
Бунтовниците се наричат Nacionales, което обикновено се превежда като „националисти“, въпреки че първото означава „истински испанци“, а не националистическа кауза. Резултатът от преврата е националистическа зона на контрол, с 11 милиона от 25-милионното население на Испания. Националистите са си осигурили подкрепата на около половината от испанската териториална армия, около 60 хиляди души, към които се присъединява и Африканската армия, съставена от 35 хил. мъже, и малко под половината от военните полицейски сили на Испания, щурмова гвардия, гражданска армия Гвардейци и карабинерите. Републиканците контролират по-малко от половината от пушките и около една трета от картечниците и артилерийските оръдия.
Испанската републиканска армия има само 18 танка, а националистите поемат контрола на 10. Военноморският капацитет е неравномерен, като републиканците запазват числено предимство, но с висшите командири на флота и два от най-модерните кораби, тежки крайцери Канриас — плячкосани в корабостроителницата Ferrol — и Baleares, под контрола на националистите. Испанският републикански флот страда от същите проблеми като армията - много офицери са дезертирали или са били убити. Две трети от въздушния капацитет е запазен от правителството, но всички републикански военновъздушни сили са много остарели.

## Численост и участници
Войната е представена от републиканските симпатизанти като борба между тиранията и свободата, а от поддръжниците на националистите като комунистически и анархистки червени орди срещу християнската цивилизация. Националистите също твърдят, че носят сигурност и посока на неуправлявана и беззаконна страна. Испанската политика, особено отляво е доста фрагментирана: от една страна социалистите и комунистите подкрепят републиката, но от друга, по време на републиката анархистите имат смесени мнения, въпреки че и двете основни групи се противопоставят на националистите по време на Гражданската война; последните, са обединени от пламенната си опозиция срещу републиканското правителство и представят по-обединен фронт.
Превратът разделя въоръжените сили сравнително равномерно. Една историческа оценка предполага, че е имало около 87 хиляди войници, лоялни на правителството, и около 77 хил., присъединили се към бунтовниците, въпреки че някои историци предполагат, че числото на националистите трябва да бъде преразгледано и че вероятно възлиза на около 95 хиляди.
През първите няколко месеца към двете армии се присъединяват голям брой доброволци, националистите – около 100 хиляди души, а републиканците – около 120 хиляди. От август и двете страни стартират свои собствени схеми за набиране на военна служба с подобен мащаб, което води до по-нататъшно масово нарастване на техните армии. И накрая, последните месеци на 1936 г. с пристигането на чуждестранни бойци, интернационални бригади, в подкрепа на републиканците и италиански части, германския легион Кондор и португалските вириатос към националистите. Резултатът е, че през април 1937 г. има около 360 хил. войници в републиканските редици и около 290 хил. в националистическите.
Армиите продължават да растат. Основният източник на сила е наборната повинност; националистите изготвят по-агресивно и малко място за доброволчество. Чужденците допринасят малко за по-нататъшния растеж; от страна на националистите италианците намалят ангажимента си, докато от страна на републиканците притокът на нови интербригадисти не покрива загубите на фронта. В началото на 1937 – 1938 г. всяка армия наброява около 700 хил. души.
През цялата 1938 г. основният, ако не и изключителен източник на нови хора, е наборът; на този етап републиканците са тези, които набират по-агресивно и само 47% от техните бойци са на възраст, съответстваща на възрастовите ограничения на националистите. Точно преди битката при Ебро, републиканците постигат своя рекорд за всички времена, малко над 800 хиляди; въпреки това националистите наброяват 880 хиляди. Битката при Ебро, падането на Каталуния и сриващата се дисциплина предизвикват голямо свиване на републиканските войски. В края на февруари 1939 г. тяхната армия е 400 хиляди, в сравнение с повече от два пъти повече от този брой на националистите. В момента на окончателната си победа националистите командват над 900 хил. войници.
Общият брой на испанците, служещи в републиканските сили, е официално посочен като 917 хиляди; по-късна научна работа оценява броя като „много над 1 милион мъже“, въпреки че по-ранни проучвания твърдят, че републиканците са общо 1,75 милиона (включително неиспанци). Общият брой на испанците, служещи в националистическите части, се оценява на „почти 1 милион мъже“, въпреки че по-ранни разработки твърдят общо 1,26 милиона националисти (включително неиспанци).

### Републиканци
Само две държави открито и напълно подкрепят Втората Република: правителството на Мексико и СССР. От тях, особено от СССР, републиката получава дипломатическа подкрепа, доброволци, оръжия и превозни средства. Други остават неутрални; този неутралитет се сблъсква със сериозна опозиция от страна на симпатизанти в САЩ и Обединеното кралство и в по-малка степен в други европейски страни и от марксистите по света. Така се формират интернационални бригади, хиляди чужденци от всички националности, които доброволно отиват в Испания, за да помогнат на Републиката във войната; те означават много за морала, но във военно отношение не са много важни.
Поддръжниците на Републиката в Испания варират от центристи, които подкрепят умерено-капиталистическа либерална демокрация, до революционни анархисти, които се противопоставят на Републиката, но застават на нейна страна срещу силите за преврат. Тяхната база е предимно светска и градска, но включва и безимотни селяни и е особено силна в индустриални региони като Астурия, Страната на баските и Каталуния.
Тази фракция е наричана по различен начин leales „лоялисти“ от привържениците, „републиканци“, „Народен фронт“ или „правителство“ от всички партии; и/или los rojos „червените“ от техните опоненти. Републиканците са подкрепени от градски работници, селскостопански работници и части от средната класа.
Консервативната, силно католическа баска страна, заедно с католическа Галисия и по-лявата Каталуния, се стремят към автономия или независимост от централното правителство в Мадрид. Републиканското правителство допуска възможността за самоуправление за двата региона, чиито сили са събрани под ръководството на Народната републиканска армия (Ejército Popular Republicano или EPR), която е реорганизирана в смесени бригади след октомври 1936 г.
Няколко известни хора се сражават на страната на републиканците, като английския писател Джордж Оруел (който написва „Почит към Каталуния“ (1938), разказ за преживяванията му във войната) и канадския торакален хирург Норман Бетюн, който разработва мобилна служба за кръвопреливане за операции на първа линия.
В началото на войната републиканците превъзхождат националистите десет към едно, но до януари 1937 г. това предимство спада до четири към едно.

### Националисти
Националите или националистите, наричани също „бунтовници“ от опонентите, франкисти или „фашисти“ – се страхуват от национална фрагментация и се противопоставят на сепаратистките движения. Те се определят главно от техния антикомунизъм, който стимулира различни или противопоставени движения като фалангисти и монархисти. Техните лидери като цяло имат по-богати, по-консервативни, монархически, земевладелски произход.
Националистите включват карлистите и алфонсистите, испанските националисти, фашистката фаланга и повечето консерватори и монархически либерали. На практика всички националистически групи имат силни католически убеждения и подкрепят местното испанско духовенство. Те включват по-голямата част от католическото духовенство и практикуващи (извън баския регион), важни елементи от армията, повечето големи земевладелци и много бизнесмени. Базата на националистите до голяма степен се състои от средната класа, консервативни селяни, дребни собственици и католици като цяло. Католическата подкрепа става особено изразена в резултат на опожаряването на църкви и убийството на свещеници в повечето леви територии през първите шест месеца на войната. До средата на 1937 г. католическата църква дава своята официална благословия на режима на Франсиско Франко; религиозният плам е основен източник на емоционална подкрепа за националистите по време на гражданската война. Католическата изповед изчиства войниците от морални съмнения и увеличава бойните способности.
Един от основните мотиви на десните е да се изправят срещу антиклерикализма на републиканския режим и да защитят Католическата църква, която е насочена към опоненти, включително републиканци, които обвиняват институцията за проблемите на страната. Църквата се противопоставя на много от реформите на републиканците, които биват подкрепени от испанската конституция от 1931 г. Членове 24 и 26 от конституцията от 1931 г. забраняват Йезуитския орден. Тази забрана дълбоко обижда мнозина сред консерваторите. Революцията в републиканската зона в началото на войната, в която са убити 7000 духовници и хиляди миряни, задълбочава подкрепата на католиците за националистите.
Преди войната, по време на стачката на астурийските миньори от 1934 г., религиозни сгради са изгорени и най-малко 100 духовници, религиозни цивилни и прокатолически полицаи са убити от революционери. Франко въвежда испанската колониална армия на Африка и подчинява миньорите чрез тежки артилерийски атаки и бомбардировки. Испанският легион извършва жестокости, а армията бързи екзекуции на левичари. Репресиите впоследствие са брутални и затворниците са измъчвани.
Мароканските Регуларес се присъединяват към бунта и изиграват значителна роля в гражданската война.
Въпреки че често се приема, че националистите са привлекли по-голямата част от военните офицери, това е донякъде опростен анализ. Испанската армия има свои собствени вътрешни разделения и дългогодишни разриви. Офицерите, подкрепящи преврата, обикновено са т.нар. африканисти (мъже, които са се сражавали в Северна Африка между 1909 и 1923 г.), докато тези, които са останали лоялни, обикновено са местни (мъже, които са останали в Испания през този период). Това е така, защото по време на испанските северноафрикански кампании традиционното повишение по старшинство е спряно в полза на повишение по заслуги чрез героизъм на бойното поле. Това обикновено облагодетелства по-младите офицери, които започват кариерата си, докато по-възрастните имат семейни ангажименти, които затрудняват разполагането им в Северна Африка. Офицерите в бойните корпуси на фронтовата линия (предимно пехота и кавалерия) се възползва от тези в техническите корпуси (тези в артилерията, инженерството и т.н.), защото имат повече шансове да демонстрират необходимия героизъм на бойното поле и също така традиционно се радват на повишение по старшинство. Peninsulares се възмущават от това, че африканистите бързо прескачат в йерархията, докато самите африканисти биват смятани за наперени и арогантни, което допълнително подклажда негодувание. По този начин, когато се случва превратът, офицери, част от бунта, особено от ранга на Франко надолу, често са африканисти, докато висшите офицери и тези, които не са на първа линия, са склонни да му се противопоставят (въпреки че малък брой висши африканисти се противопоставят на преврата добре). Също така се твърди, че офицерите, които са останали лоялни към републиката, е по-вероятно да бъдат повишени и да бъдат облагодетелствани от републиканския режим (като тези в авиацията и щурмовите гвардейски части). По този начин, въпреки че често се смята за „бунт на генералите“, това не е правилно. От осемнадесетте дивизионни генерали само четирима се разбунтуват (от четиримата дивизионни генерали без длъжности двама се разбунтуват и двама остават верни). Четиринадесет от петдесет и шестте бригадни генерали се разбунтуват. От приблизително 15 301 офицери малко над половината са в бунта.

### Други фракции
Каталунските и баските националисти са разделени. Левите каталунски националисти застават на страната на републиканците, докато консервативните националисти са далеч по-малко гласови в подкрепата си на правителството, поради антиклерикализма и конфискациите, настъпили в райони под негов контрол. Баските националисти, обявени от консервативната Баска националистическа партия, леко подкрепят републиканското правителство, въпреки че някои в Навара застават на страната на въстанието по същите причини, които повлияват на консервативните каталунци. Независимо от религиозните въпроси, баските националисти, които в по-голямата си част са католици, като цяло застават на страната на републиканците, въпреки че се съобщава, че баската националистическа партия, предава плановете за защита на Билбао на националистите, в опит да намали продължителността и жертвите на обсадата.

## Чуждестранно участие
Испанската гражданска война разкрива политическите разделения в цяла Европа. Десните и католиците подкрепят националистите, за да спрат разпространението на болшевизма. Отляво, включително синдикати, студенти и интелектуалци, войната представлява необходима битка за спиране на разпространението на фашизма. Антивоенните и пацифистки настроения са силни в много страни, като се стига до предупреждения, че Гражданската война може да ескалира във Втора световна война. В това отношение войната е индикатор за нарастващата нестабилност в цяла Европа.
Испанската гражданска война включва голям брой неиспански граждани, които участват в бойни и съветнически позиции. Великобритания и Франция оглавяват политически съюз от 27 нации, които обещават ненамеса, включително ембарго върху целия износ на оръжие за Испания. САЩ също неофициално възприемат позиция на ненамеса, въпреки че се въздържат от присъединяване към алианса (отчасти поради политиката си на политическа изолация). Германия, Италия и Съветският съюз подписват официално, но пренебрегват ембаргото. Опитът за потискане на внесените материали е до голяма степен неефективен и Франция е обвинена, че позволява големи доставки на републиканските войски. Тайните действия на различните европейски сили по това време се смятат за риск от нова световна война, тревожейки антивоенните движения по целия свят.
Реакцията на Лига на нациите към войната е повлияна от страха от комунизма и е недостатъчна, за да ограничи масовия внос на оръжие и други военни ресурси от воюващите фракции. Въпреки че е сформиран Комитет за ненамеса, неговите политики постигат малко и директивите му са неефективни.

### Подкрепа за националистите

#### Италия
Тъй като завладяването на Етиопия във Втората италианско-етиопска война прави италианското правителство уверено във военната си мощ, Бенито Мусолини се включва във войната, за да осигури фашисткия контрол над Средиземноморието, подкрепяйки националистите в по-голяма степен от колкото националсоциалистите го правят. Кралският италиански флот изиграва съществена роля в средиземноморската блокада и Италия доставя картечници, артилерия, самолети, танкетка, Легионерска авиация и Италиански експедиционен корпус за каузата на националистите. Експедиционният корпус в своя пик осигурява на националистите 50 хил. души. Италианските военни кораби участват в разбиването на блокадата на републиканския флот на държаното от националистите Испанско Мароко и участват във военноморските бомбардировки на държаните от републиканците Малага, Валенсия и Барселона. Общо Италия предоставя на националистите 660 самолета, 150 танка, 800 артилерийски оръдия, 10 хил. картечници и 240 747 пушки.

#### Германия
Германското участие започва дни след започването на боевете през юли 1936 г. Адолф Хитлер бързо изпраща мощни въздушни и бронирани части в помощ на националистите. Войната осигурява боен опит с най-новите технологии за германската армия. Интервенцията обаче крие и риск от ескалация в световна война, за която Хитлер не е готов. Поради това, той ограничава помощта си и вместо това насърчава Бенито Мусолини да изпрати големи италиански части.
Действията на Нацистка Германия включват формирането на многофункционалния легион „Кондор“, единица, съставена от доброволци от Луфтвафе и германската армия (Heer) от юли 1936 г. до март 1939 г. Легионът „Кондор“ се оказва особено полезен в битката за Толедо през 1936 г. Германия дислоцира армията на Африка в континентална Испания в ранните етапи на войната. Германските операции бавно се разширяват, като започват ударни цели, най-вече - и противоречиво - бомбардировката на Герника, при която на 26 април 1937 г. са убити 200 до 300 цивилни. Германия също използва войната, за да тества нови самолети, като Юнкерс Ю 87 и Junkers Ju 52/3m(използвани също като бомбардировачи), които се оказват ефективни.
Германското участие се проявява допълнително чрез начинания като Операция „Урсула“, начинание на подводници от Кригсмарине. Легионът оглавява много победи на националистите, особено във въздушни битки, докато Испания допълнително осигурява поле за доказване на германската танкова тактика. Обучението, което германските части осигуряват на националистическите сили, ще се окаже ценно. До края на войната може би 56 хиляди националистически войници, включващи пехота, артилерия, въздушни и военноморски сили, са обучени от германски отряди.
Политиката на Хитлер за Испания е проницателна и прагматична. Протоколът от конференция в канцлерството на Райха в Берлин на 10 ноември 1937 г. обобщава неговите възгледи за външната политика по отношение на испанската гражданска война: „От друга страна, 100-процентовата победа за Франко също не беше желателна от германска гледна точка. ; по-скоро бяхме заинтересовани от продължаването на войната и от поддържането на напрежението в Средиземно море." Хитлер иска да помогне на Франко точно толкова, колкото да спечели неговата благодарност и да попречи на страната, подкрепяна от Съветския съюз от победа, но не достатъчно голям, за да осигури бърза победа на Франко.
Общо около 16 хиляди германски граждани се бият във войната, с приблизително 300 убити, въпреки че не повече от 10 хил. участват в даден момент. Германската помощ за националистите възлиза на приблизително 43 млн. паунда (215 млн. щ.д.) по цени от 1939 г., 15,5% от които са използвани за заплати и разходи и 21,9% за директна доставка до Испания, докато 62,6% са изразходвани на Легион „Кондор“. Общо Германия предоставя на националистите 600 самолета и 200 танка.

#### Португалия
Режимът Естадо Ново на португалския министър-председател Антонио Салазар изиграва важна роля в снабдяването на силите на Франко с боеприпаси и логистична помощ.
Салазар подкрепя Франсиско Франко и националистите във войната им срещу силите на Втората република, както и анархистите и комунистите. Докато националистите нямат достъп до морските пристанища в началото, те осигуряват контрол над цялата граница с Португалия до края на август 1936 г., като по този начин дават свобода на Салазар и неговия режим да оказват каквато помощ на Франко сметнат за добре, без да се страхуват от републиканска намеса или отмъщение. Португалия на Салазар помага на националистическата страна да получи доставки на въоръжение от чужбина, включително боеприпаси, когато определени националистически сили практически остават без такива. Следователно националистите наричат Лисабон „пристанището на Кастилия“. По-късно Франко говори за Салазар с пламенни думи в интервю за вестник Le Figaro: „Най-завършеният държавник, най-достойният за уважение, когото познавам, е Салазар. Смятам го за изключителна личност заради неговия интелект, неговата политически усет и неговото смирение. Единственият му недостатък вероятно е неговата скромност."
На 8 септември 1936 г. в Лисабон се провежда военноморски бунт. Екипажите на два военноморски португалски кораба, NRP Afonso de Albuquerque и NRP Dão, се разбунтуват. Моряците, свързани с Португалската комунистическа партия, затварят своите офицери и се опитват да отплават с корабите от Лисабон, за да се присъединят към републиканските сили в Испания. Салазар заповядва корабите да бъдат унищожени със стрелба.
През януари 1938 г. Салазар назначава Педро Теотонио Перейра за специална връзка на португалското правителство с правителството на Франко, където той постига голям престиж и влияние. През април 1938 г. Перейра официално става пълноправен португалски посланик в Испания, оставайки на този пост през Втората световна война.
Само няколко дни преди края на Гражданската война в Испания, на 17 март 1939 г., Португалия и Испания подписват Иберийски пакт, договор за ненападение, който бележи началото на нова фаза в иберийските отношения. Срещите между Франко и Салазар изиграват основна роля в това ново политическо споразумение. Пактът се оказва решаващ инструмент за запазване на Иберийския полуостров от континенталната система на Хитлер.
Въпреки дискретното си пряко военно участие - ограничено до донякъде "полуофициално" одобрение от неговия авторитарен режим - доброволческата сила на Легион „Вириатос“ е организиран, но разпуснат поради политически вълнения. Между 8 и 12 хиляди бъдещи легионери все още са доброволци, само че сега като част от различни националистически части вместо обединени сили. Поради широката публичност, дадена на легиона „Вириатос“ преди това, тези португалски доброволци все още се наричат „Вириатос“. Португалия изиграва важна роля в предоставянето на националистите на организационни умения и уверение от иберийския съсед на Франко и неговите съюзници, че никаква намеса няма да попречи на трафика на доставки, насочен към каузата на националистите.

#### Други
Консервативното правителство на Великобритания запазва позиция на силен неутралитет и е подкрепено от британския елит и медиите, докато левицата мобилизира помощ за републиканците. Правителството отказва да разреши доставките на оръжия и изпраща военни кораби, за да се опитат да спрат доставките. Теоретично е престъпление да отидеш доброволец да се биеш в Испания, но около 4000 все пак заминават. Интелектуалците силно подкрепят републиканците. Мнозина посещават Испания, надявайки се да открият автентичния антифашизъм на практика. Те имат малко влияние върху правителството и не могат да разклатят силното обществено настроение за мир. Лейбъристката партия е разделена, като нейният католически елемент предпочита националистите. Той официално одобрява бойкота и гони фракция, която иска подкрепа за републиканската кауза; но накрая изразява известна подкрепа за лоялистите.
Румънските доброволци са водени от Йон Моца, заместник-лидер на Желязната гвардия („Легион на Архангел Михаил“), чиято група от седем легионери заминава за Испания през декември 1936 г., за да се съюзи с националистите.
Въпреки забраната на ирландското правителство за участие във войната, около 600 ирландци, последователи на ирландския политически активист и съосновател на наскоро създадената политическа партия на Фине Гейл (неофициално наречена "Сините ризи"), Иън О'Дъфи известна като „Ирландска бригада“, отива в Испания, за да се бие до Франко. По-голямата част от доброволците са католици и според О'Дъфи са били доброволци, за да помогнат на националистите да се борят срещу комунизма.
Според испанската статистика 1052 югославяни са записани като доброволци, от които 48% са хървати, 23% словенци, 18% сърби, 2,3% черногорци и 1,5% македонци.

### Подкрепа за републиканците

#### Интернационални бригади
На 26 юли, само осем дни след началото на бунта, в Прага се провежда международна комунистическа конференция за организиране на планове за подпомагане на републиканското правителство. Решава се да се събере международна бригада от 5000 души и фонд от 1 милиард франка. В същото време, комунистическите партии по целия свят бързо започват пълномащабна пропагандна кампания в подкрепа на Народния фронт. Комунистическият интернационал веднага засилва дейността си, като изпраща в Испания своя лидер Георги Димитров и Палмиро Толяти, шефа на Комунистическата партия на Италия. От август нататък помощ започна да се изпраща от СССР, над един кораб на ден пристига в средиземноморските пристанища на Испания, превозвайки муниции, пушки, картечници, ръчни гранати, артилерия и камиони. С товара идват съветски агенти, техници, инструктори и пропагандисти.
Комунистическият интернационал незабавно започва да организира интернационални бригади с голямо внимание, за да прикрие или минимизира комунистическия характер на начинанието и да го накара да изглежда като кампания в полза на прогресивната демокрация. Умишлено са избрани атрактивни имена, като батальон „Гарибалди“ в Италия, канадският „Батальон Макензи-Папино“ или батальон „Ейбрахам Линкълн“ в САЩ.
Много неиспанци, често свързани с радикални комунистически или социалистически образувания, се присъединяват към Интернационалните бригади, вярвайки, че Испанската република е фронтова линия във войната срещу фашизма. Частите представляват най-големия чуждестранен контингент от воюващите за републиканците. Приблизително 40 хиляди чуждестранни граждани се сражават с бригадите, въпреки че не повече от 18 хил. участват в конфликта в даден момент. Те твърдят, че представляват 53 нации.
Значителен брой доброволци идват от Франция (10 000), Нацистка Германия и Австрия (5000) и Италия (3350). Повече от 1000 идват от Съветския съюз, САЩ, Обединеното кралство, Полша, Югославия, Чехословакия, Унгария и Канада. Батальонът „Тялман“, група от германци, и батальонът „Гарибалди“, група от италианци, отличават своите части по време на обсадата на Мадрид. Американците се бият в части като XV международна бригада („Ейбрахам Линкълн“), докато канадците се присъединяват към батальона „Макензи-Папино“.
Повече от 500 румънци се бият на страната на републиканците, включително членовете на Румънската комунистическа партия Петре Борила и Валтер Роман. Около 145 мъже от Ирландия формираха колоната „Конъли“, която е увековечена от ирландския фолклорен музикант Кристи Мур в песента „Viva la Quinta Brigada“. Някои китайци също са част от бригадите; мнозинството от тях в крайна сметка се завръща в Китай, но някои са хвърлени в затвора или във френски бежански лагери, а шепа остават в Испания.

#### СССР
Въпреки че генералният секретар Йосиф Сталин е подписал Споразумението за ненамеса, Съветският съюз нарушава ембаргото на Лигата на нациите, като предоставя материална помощ на републиканските сили, превръщайки се в техния единствен източник на основни оръжия. За разлика от Хитлер и Мусолини, Сталин се опитва да направи това скрито. Оценките на материалите, предоставени от СССР на републиканците, варират между 634 и 806 самолета, 331 и 362 танка и 1034 до 1895 артилерийски оръдия. Сталин също така създава Секция X на военните на Съветския съюз, за да ръководи операцията по доставка на оръжия, наречена Операция „X“. Въпреки интереса на Сталин да помага на републиканците, качеството на оръжията е непоследователно. Много от предоставените пушки и полеви оръдия са стари, остарели или по друг начин с ограничена употреба (някои от 1860 г.), но танковете Т-26 и БТ са модерни и ефективни в битка. Съветският съюз доставя самолети, които са в текуща експлоатация със собствените си сили, но самолетите, предоставени от Германия на националистите, се оказват по-добри до края на войната.
Движението на оръжия от СССР към Испания е изключително бавно. Много пратки са изгубени или пристигат само частично съвпадащи с това, което е разрешено. Сталин нарежда на корабостроителите да включат фалшиви палуби в дизайна на корабите и докато са в морето, съветските капитани използват измамни знамена и схеми за боядисване, за да избегнат откриване от националистите.
СССР изпраща 2000–3000 военни съветници в Испания; докато съветските войски са по-малко от 500 души наведнъж, съветските доброволци често управляват произведени от СССР танкове и самолети, особено в началото на войната. Испанският командир на всяка военна част от републиканската страна е придружен от „политически комисар“ със същия ранг, който представлява Москва.
Републиката плаща за съветските оръжия с официални златни резерви на централната банка на Испания, 176 тона от които са прехвърлени през Франция и 510 директно в СССР, наречено Московско злато.
Освен това Съветският съюз нарежда на комунистическите партии по света да организират и наемат интернационални бригади.
Друго важно съветско участие е дейността на Народния комисариат на вътрешните работи (НКВД) в републиканския ариергард. Комунистически фигури, включително Виторио Видали („Команданте Контрерас“), Йосиф Григулевич, Михаил Колцов и, най-известният, Александър Орлов, ръководят операции, включващи убийствата на каталунския антисталинистки комунистически политик Андреу Нин, социалистическия журналист Марк Рейн и независимия ляв активист Хосе Роблес.
Други операции, ръководени от НКВД, са убийството на австрийския член на Международната лява опозиция и троцкист Курт Ландау и свалянето (през декември 1936 г.) на френския самолет, в който делегатът на Международния комитет на Червения кръст, Жорж Хени, пренасящ обширна документация за кланетата от Паракуелос във Франция.
В книгата си „Партньори в престъпността: Фаустовска сделка“ историкът Иън Она Джонсън обяснява, че през 20-те и 30-те години (по време на Испанската гражданска война) Германия и Съветска Русия са влезли в партньорство, съсредоточено върху икономическото и военно сътрудничество. Това води до създаването на германски военни бази и съоръжения в СССР. Нито една от двете страни не се тревожи за спазването на условията на Версайския договор. Нацистките самолети, които бомбардират републикански градове като Герника, убивайки хиляди невинни цивилни, стават възможни благодарение на Съветска Русия и ръководството на Комунистическата партия. Този военен обмен на военни материали продължава до юни 1941 г., когато Германия нахлува в СССР.

#### Полша
Продажбите на полски оръжия на републиканска Испания са извършени между септември 1936 г. и февруари 1939 г. Политически Полша не подкрепя никоя от страните в Испанската гражданска война, въпреки че с течение на времето правителството във Варшава все повече е склонно да фаворизира националистите; продажбите на републиканците са мотивирани изключително от икономически интерес. Тъй като Полша е обвързана със задължения за ненамеса, полските правителствени служители и военните маскират продажбите като търговски сделки, опосредствани от международни брокери и насочени към клиенти в различни страни, главно в Латинска Америка; има идентифицирани 54 пратки от Данциг и Гдиня. Повечето са остарели и износени второкласни оръжия, въпреки че има и доставени някои модерни оръжия; всички са с 20–30% надценени. Полските продажби възлизат на 40 милиона долара и съставляват около 5-7% от общите военни разходи на републиканците, въпреки че по отношение на количеството някои категории оръжия, като картечници, може да представляват 50% от всички доставени оръжия. След СССР Полша е вторият по големина доставчик на оръжия за републиката. След СССР, Италия и Германия, Полша е 4-ият най-голям доставчик на оръжия за обхванатата от войната Испания.

#### Гърция
Кралство Гърция поддържа официални дипломатически отношения с републиката, въпреки че диктатурата на Метаксас симпатизира на националистите. Страната се присъединява към политиката на ненамеса през август 1936 г., но от самото начало правителството в Атина съумява да продава оръжия и на двете страни. Официалният доставчик е Pyrkal или Greek Powder and Cartridge Company (GPCC), а ключовата личност зад сделката е Продромос Бодосакис-Атанасиадис. Компанията частично се възползва от по-ранния Schacht Plan, германско-гръцко кредитно споразумение, което позволява гръцки покупки от Rheinmetall-Borsig; някои от германските продукти по-късно са реекспортирани в републиканска Испания. Въпреки това GPCC продава собствените си оръжия, тъй като компанията управлява редица фабрики и отчасти благодарение на продажбите в Испания се превръща в най-голямата компания в Гърция.
По-голямата част от гръцките продажби отиват в републиката; от страна на испанците сделките са договорени от Григори Розенберг, син на известен съветски дипломат, и Максимо Хосе Кан Мусабаун, испанският представител в консулството в Солун. Пратките тръгват обикновено от Пирея, маскирани на безлюден остров и със сменени флагове продължават официално към пристанищата в Мексико. Известно е, че продажбите са продължили от август 1936 г. поне до ноември 1938 г. Точният брой на пратките е неизвестен, но той остава значителен: до ноември 1937 г. 34 гръцки кораба са обявени за несъответстващи на споразумението за ненамеса и националистическият флот е конфискувал 21 кораба само през 1938 г. Подробностите за продажбите на националистите са неясни, но се знае, че те са били далеч по-малки.
Общата стойност на гръцките продажби не е известна. Продадените оръжия включват артилерия (напр. 30 броя 155 mm оръдия), картечници (поне 400), патрони, бомби (поне 1500) и експлозиви (поне 38 тона TNT).

#### Мексико
За разлика от САЩ и големите латиноамерикански правителства, като Аржентина, Бразилия, Чили и Перу, мексиканското правителство подкрепя републиканците. Мексико се въздържа да следва френско-британските предложения за ненамеса и предоставя 2 милиона долара помощ и материална помощ, която включва 20 хиляди пушки и 20 милиона патрони.
Най-важният принос на Мексико към Испанската република е неговата дипломатическа помощ, както и убежището, което дава за републикански бежанци, включително испански интелектуалци и осиротели деца от републикански семейства. Около 50 хил. души намират убежище, предимно в Мексико Сити и Морелия, придружени от финансови средства от 300 милиона долара в различна форма, все още притежавани от левицата.

#### Франция
Опасявайки се, че това може да предизвика гражданска война във Франция, лявото правителство на „Народен фронт“ във Франция не изпраща пряка подкрепа на републиканците. Френският министър-председател Леон Блум симпатизира на републиката, опасявайки се, че успехът на националистическите сили в Испания ще доведе до създаването на държава съюзник на Нацистка Германия и Фашистка Италия – съюз, който почти ще обгради Франция. Десните политици се противопоставят на всяка помощ и атакуват правителството на Блум. През юли 1936 г. британски служители убеждават Блум да не изпраща оръжие на републиканците и на 27 юли френското правителство обявява, че няма да изпраща военна помощ, техника или хора в помощ на републиканските сили. Въпреки това, Блум дава да се разбере, че Франция си запазва правото да предостави помощ на републиката, ако пожелае: „Можехме да доставим оръжия на испанското правителство [републиканците], легитимно правителство... Ние не го направихме, за да не даваме извинение на онези, които биха се изкушили да изпратят оръжие на бунтовниците [националистите].“ 
На 1 август 1936 г. прорепубликански митинг от 20 хил. души се изправя срещу Блум, настоявайки той да изпрати самолети на републиканците, в същото време когато десни политици атакуват Блум, че подкрепя Републиката и е отговорен за провокирането на италианска намеса от страната на Франко, Германия информира френския посланик в Берлин, че Германия ще държи Франция отговорна, ако подкрепи „маневрите на Москва“, подкрепяйки републиканците. На 21 август 1936 г. Франция подписва Споразумението за ненамеса. Въпреки това, правителството на Блум предоставя самолети на републиканците тайно с бомбардировач Potez 540 (наречен „Летящият ковчег“ от испанските републикански пилоти), самолети Dewoitine и изтребители Loire 46, изпратени от 7 август 1936 г. до декември на републиканските сили. Франция, чрез благосклонността на прокомунистическия министър на авиацията Пиер Кот също изпраща група обучени бойни пилоти и инженери, за да помогнат на републиканците. Освен това до 8 септември 1936 г. самолетите могат свободно да преминават от Франция в Испания, ако са закупени в трети страни.
Дори след като скритата подкрепа от страна на Франция за републиканците приключва през декември 1936 г., възможността за френска намеса срещу националистите остава сериозна възможност по време на войната. Германското разузнаване докладва на Франко и националистите, че френската армия участва в открити дискусии за намеса във войната чрез френска военна намеса в Каталуния и Балеарските острови. През 1938 г. Франко се страхува от незабавна френска намеса срещу потенциална победа на националистите в Испания чрез френска окупация на Каталуния, Балеарските острови и Испанско Мароко.

## Етапи на войната

### 1936
Гражданската война започва като бунт на армейски командири в Испанско Мароко срещу засилващите се социалистически и антиклерикални тенденции на републиканското правителство на Асаня. Начело на бунта са генералите Хосе Санхурхо, Емилио Мола и Франсиско Франко. След смъртта на Санхурхо вследствие на самолетна катастрофа, Франко поема ръководството на войските.
Районите на Кадис, Сарагоса, Севиля и Бургос застават на страната на националистите, а Мадрид, Барселона, Билбао и Валенсия остават под републикански контрол.
Метежниците начело с генерал Франко са подпомагани от германски военновъздушни части от легиона „Кондор“ и 50 хил. италиански доброволци. СССР изпраща на републиканците съветници, военни специалисти и техници, оръжие и муниции. На страната на правителството на Народния фронт се сражават интернационалните бригади, съставени от комунисти и леви симпатизанти от много страни.
Гражданската война протича в четири основни етапа.
През 1936 г. Франко завладява половината Испания, включително цялото протежение на португалската граница – ключов път за снабдяване. Баските и каталунците се обединяват около правителствените сили и отстояват изтока и севера, а националистите са отблъснати на подстъпите към Мадрид.
Бунтовнически сили под командването на полковник Алфонсо Беорлеги Канет, изпратени от генерал Мола и полковник Естебан Гарсия, предприема кампанията на Гипускоа от юли до септември. Превземането на Гипускоа изолира републиканските провинции на север. На 5 септември националистите затварят френската граница за републиканците в битката при Ирун. На 15 септември Сан Себастиан, дом на разделените републикански сили на анархисти и баски националисти, е превзет от националистически войници.
Републиката се оказва неефективна във военно отношение, разчитайки на дезорганизирани революционни милиции. Републиканското правителство под ръководството на Жирал подава оставка на 4 септември, неспособно да се справи със ситуацията, и е заменено от предимно социалистическа организация под ръководството на Франсиско Ларго Кабайеро. Новото ръководство започва да обединява централното командване в републиканската зона. Цивилните милиции често са просто цивилни, въоръжени с всичко, което е на разположение. Така те се представят зле в битка, особено срещу професионалната армия на Африка, въоръжена с модерни оръжия, което в крайна сметка допринася за бързото напредване на Франко.
От страна на националистите, Франко е избран за главен военен командир на среща на високопоставени генерали в Саламанка на 21 септември, вече наричан с титлата Генералисимус. Франко печели нова победа на 27 септември, когато неговите войски вдигат обсадата на Алкасар в Толедо, който е държан от националистически гарнизон под командването на полковник Хосе Москардо Итуарте от началото на бунта, съпротивлявайки се на хиляди републикански войски, които напълно обсаждат изолираната сграда. Мароканците и части от испанския легион се притичат на помощ. Два дни след обсадата, Франко се провъзгласява за Каудильо ("вожд", испанският еквивалент на италианското дуче и германското фюрер), като същевременно насилствено обединява различните и разнообразни фалангисти, монархисти и други в рамките на националистите. Отклоняването към Толедо дава време на Мадрид да подготви отбрана, но е приветствано като голяма пропагандна победа и личен успех за Франко. На 1 октомври 1936 г. генерал Франко е обявен за държавен глава и армията в Бургос. Подобен драматичен успех за националистите се случва на 17 октомври, когато войски, идващи от Галисия, освобождават обсадения град Овиедо в Северна Испания.
През октомври франкистките войски започват голяма офанзива към Мадрид, достигайки го в началото на ноември и започвайки голямо нападение срещу града на 8 ноември. Републиканското правителство е принудено да се премести от Мадрид във Валенсия, извън зоната на бойните действия, на 6 ноември. Въпреки това атаката на националистите срещу столицата е отблъсната в ожесточени боеве между 8 и 23 ноември. Фактор, допринасящ за успешната републиканска отбрана, е ефективността на Пети полк и по-късно пристигането на интернационалните бригади, въпреки че само приблизително 3000 чуждестранни доброволци участват в битката. След като не успява да превземе столицата, Франко я бомбардира по въздух и през следващите две години организира няколко офанзиви, за да се опита да обсади Мадрид, започвайки тригодишната обсада на Мадрид.

### 1937
С увеличаването на числеността на редиците си от италиански войски и испански колониални войници от Мароко, Франко прави нов опит да превземе Мадрид през януари и февруари 1937 г., но отново не успява. Битката за Малага започва в средата на януари и тази офанзива на националистите в югоизточната част на Испания се превръща в катастрофа за републиканците, които са зле организирани и въоръжени. Градът е превзет от Франко на 8 февруари. Консолидирането на различни милиции в Републиканската армия започва през декември 1936 г. Основният националистически напредък за пресичане на река Харама и прекъсване на доставките до Мадрид по пътя на Валенсия, наречен Битката при Харама, води до тежки жертви (6 000–20 000) от двете страни. Основната цел на операцията не е постигната, въпреки че националистите печелят скромно количество територия.
Подобна националистическа офанзива, битката при Гуадалахара, е по-значително поражение за Франко и неговите армии. Това е единствената разгласена републиканска победа във войната. Франко използва италиански войски и тактика на блицкриг; докато много стратези обвиняват Франко за поражението на десните, германците смятат, че първият е виновен за 5000 жертви на националистите и загубата на ценно оборудване. Германските стратези успешно аргументират, че националистите първо трябва да се концентрират върху уязвимите зони.
„Войната на север“ започва в средата на март с Бискайската кампания. Баските страдат най-много от липсата на подходяща авиация. На 26 април легион „Кондор“ бомбардира град Герника, убивайки 200-300 души и причинявайки значителни щети. Унищожението има значителен ефект върху международното мнение. Баските се оттеглят.
През април и май се разгарят вътрешни борби между републикански групи в Каталуния, наречени по-късно Майски дни в Барселона. Спорът е между едно в крайна сметка победило правителство – комунистическите сили и анархистката Национална конфедерация на труда. Размириците се харесват на националистическото командване, но то не се възползва от републиканските раздори. След падането на Герника републиканското правителство започва да отвръща на удара с нарастваща ефективност. През юли предприема ход да си върне Сеговия, принуждавайки Франко да забави напредването си на фронта в Билбао, но само за две седмици. Офанзивата в Уеска се проваля по подобен начин.
Мола, вторият командир на Франко, е убит на 3 юни при самолетна катастрофа. В началото на юли, въпреки по-ранната загуба в битката за Билбао, правителството започва силна контраофанзива на запад от Мадрид, фокусирайки се върху Брунете. Битката за Брунете завършва със значително поражение за Републиката, която губи много от най-успешните си войски. Офанзивата води до напредък от 50 квадратни километра с цената на 25 хил. републикански жертви.
Републиканската офанзива срещу Сарагоса също е неуспешна. Въпреки предимствата по земя и въздух, битката за Белчите, място без никакъв военен интерес, води до напредък от само 10 километра и загуба на много оборудване. Франко нахлува в Арагон и превзема град Сантандер в Кантабрия през август. С капитулацията на републиканската армия в баската територия идва споразумението от Сантоня. Хихон пада в края на октомври в Астурийската офанзива. Франко на практика печели на север. В края на ноември, когато войските на Франко се приближават към Валенсия, правителството трябва да се премести отново, този път в Барселона.

### 1938
Битката за Теруел е важна конфронтация. Градът, който преди е принадлежал на националистите, е завладян от републиканците през януари. Франкистките войски започват офанзива и си връщат града до 22 февруари, но Франко е принуден да разчита до голяма степен на германска и италианска въздушна подкрепа.
На 7 март националистите започват Арагонската офанзива и до 14 април те навлизат в Средиземно море, разрязвайки на две частта от Испания, която се държи от републиканците. Републиканското правителство се опитва да иска мир през май, но Франко иска от тях безусловна капитулация и войната бушува. През юли националистическата армия натиска на юг от Теруел и по крайбрежието на Валенсия, но е спряна в тежки битки по линията XYZ, система от укрепления, защитаващи Валенсия.
След това републиканското правителство стартира всеобхватна кампания за възстановяване на връзката на тяхната територия в битката при Ебро, от 24 юли до 26 ноември, където Франко лично поема командването. Кампанията е неуспешна и е подкопана от споразумението, подписано в Мюнхен между Хитлер и Чембърлейн. Мюнхенското споразумение на практика предизвиква срив в републиканския морал, като слага край на надеждата за антифашистки съюз със западните сили. Отстъплението от Ебро почти определя изхода на войната. Осем дни преди Нова година, Франко хвърля огромни сили в нахлуването в Каталуния.

### 1939
Войските на Франко завладяват Каталуния в бурна кампания през първите два месеца на 1939 г. Тарагона пада на 15 януари, последвана от Барселона на 26 януари и Жирона на 2 февруари. На 27 февруари Обединеното кралство и Франция признават режима на Франко.
Само Мадрид и няколко други крепости остават за републиканските сили. На 5 март 1939 г. републиканската армия, водена от полковник Сегизмундо Касадо и политика Хулиан Бестейро, се надига срещу министър-председателя Хуан Негрин и сформира Съвета за национална отбрана (Consejo Nacional de Defensa или CND) за преговори за мирно споразумение. Негрин бяга във Франция на 6 март, но комунистическите войски около Мадрид се надигат срещу хунтата, започвайки кратка гражданска война в гражданската война. Касадо ги побеждава и започва мирни преговори с националистите, но Франко отказва да приеме нищо по-малко от безусловна капитулация.
На 26 март националистите започват обща офанзива, на 28 март националистите окупират Мадрид и до 31 март контролират цялата испанска територия. Франко обявява победата в радиообръщение, излъчено на 1 април, когато последните републикански сили се предават.
След края на войната има жестоки репресии срещу бившите врагове на Франко. Хиляди републиканци биват хвърлени в затвора и най-малко 30 хил. са екзекутирани. Други оценки за тези смъртни случаи варират от 50 000 до 200 000, в зависимост от това кои смъртни случаи са включени. Много други са поставени под принудителен труд, строеж на железопътни линии, пресушаване на блата и копаене на канали.
Стотици хиляди републиканци бягат в чужбина, като около 500 хиляди бягат във Франция. Бежанците са в лагери за интерниране на френската Трета република, като лагер Гюр или лагер Верне, където 12 хил. републиканци са настанени в мизерни условия. В качеството си на консул в Париж, чилийският поет и политик Пабло Неруда организира имиграцията в Чили на 2200 републикански изгнаници във Франция, използвайки кораба SS Winnipeg.
От 17 хил. бежанци, настанени в Гурс, фермери и други, които не могат да намерят отношения във Франция, са насърчени от Третата република, в съгласие с франкисткото правителство, да се върнат в Испания. Голямо мнозинство правят това и са предадени на франкистките власти в Ирун. Оттам те са прехвърлени в лагера Миранда де Ебро за „пречистване“ съгласно Закона за политическите отговорности. След обявяването от маршал Филип Петен на режима на Виши, бежанците стават политически затворници и френската полиция се опитва да арестува онези, които са освободени от лагера. Заедно с други „нежелани“ хора, испанците са изпратени в лагера за интернирани Дранси, преди да бъдат депортирани в Нацистка Германия. Около 5000 испанци загиват в концентрационния лагер Маутхаузен.
След официалния край на войната, партизанска война се води на нередовна основа от испанските маки през 1950 г., постепенно намалена от военни поражения и оскъдна подкрепа от изтощеното население. През 1944 г. група републикански ветерани, които също се бият във френската съпротива срещу нацистите, нахлуват във Вал д'Аран в северозападна Каталуния, но са победени след 10 дни. Според някои учени, Гражданската война в Испания е продължила до 1952 г., а до 1939 г. е била "конвенционална гражданска война", но след това се е превърнала в "нередовна гражданска война".
Жертвите на Гражданската война възлизат на над половин милион души от двете страни.

## Социална революция
В местностите, контролирани от анархисти, Арагон и Кастилия, освен временния военен успех, се осъществява и сериозна социална революция, при която работниците и селяните колективизират земята и индустрията и съставят съвети, паралелни на безпомощното републиканско правителство. Тази революция среща съпротивата както на комунистите поддържани от СССР, които са практически изцяло подчинени на сталинското Политбюро, което се страхува от загубата на контрол, така и на социалдемократичните републиканци, които се страхуват от загубата на правата върху частната собственост. Аграрните колективи имат значителен успех въпреки опозицията и липсата на ресурси. Ресурси липсват, защото Франко вече е завладял най-плодородните земи.
С развитието на войната правителството и комунистите успяват със средствата на силата и дипломацията да възстановят правителствения контрол на военните действия благодарение на съветските оръжия, които са им предоставени. Анархистите и комунистите-несталинисти са включени в редовната армия, макар и не без съпротива. По-късно Работническата партия за марксистко обединение е обявена за незаконна и инструмент на фашистите. През май 1937 г. стотици хиляди антифашисти воюват помежду си за контрола над стратегическите пунктове в Барселона, както е описано от Джордж Оруел в „Почит към Каталуния“.

## Комунистически терор
При политиката си на червен терор, комунистите убиват 6832 католически духовници, сред които 13 епископи, 4122 епархийски свещеници и семинаристи, 2364 монаси и манастирски свещеници и 283 монахини, повечето от които – преди началото на военните действия, и изгарят или унищожават по друг начин 20 хиляди църкви, сред които и произведения на изкуството, ставайки причина Католическата църква да подкрепи националистите и да обяви войната им за свещена, ставайки тяхната основна обосновка за войната и играейки важна роля в победата им, в това число и водейки до привличането на националистическата страна много католици некастилци и на хиляди чуждестранни католически доброволци. При Червения терор общо загиват малко под 50 хиляди испанци.

## Евакуация на деца
От териториите на републиканците са евакуирани 30 – 35 хиляди деца, започвайки с баските райони, от които са евакуирани 20 хиляди. Техните дестинации са Обединеното кралство и СССР, както и много други страни в Европа, заедно с Мексико. Политиката за евакуиране на деца в чужди страни първоначално се противопоставя на правителството, както и на частни благотворителни организации, които виждат политиката като ненужна и вредна за благосъстоянието на евакуираните деца. На 21 май 1937 г. около 4000 баски деца са евакуирани в Обединеното кралство на стария параход SS Habana от испанското пристанище Сантурци. При пристигането си два дни по-късно в Саутхемптън, децата са настанени в семейства в цяла Англия, като над 200 деца са настанени в Уелс. Първоначално горната възрастова граница е определена на 12 години, но е вдигната на 15 години. До средата на септември всички los niños, както са известни, намерат домове със семейства. Повечето са репатрирани в Испания след войната, но около 250 са във Великобритания до края на Втората световна война през 1945 г. Някои избират да се установят във Великобритания, докато останалите деца са евакуирани обратно в Испания.

## Последици

### Икономически
Разходите за войната и от двете страни са много високи. Паричните ресурси на републиканците са напълно източени от придобиването на оръжия. От страна на националистите най-големите загуби идват след конфликта, когато те трябва да позволят на Германия да експлоатира минните ресурси на страната, така че до началото на Втората световна война е малък шансът да направят някаква печалба.

### Жертви
Броят на цивилните жертви все още се обсъжда, като някои оценяват приблизително 500 хиляди загинали, докато други достигат до 1 милион. Тези смъртни случаи се дължат не само на битки, но и на екзекуции, които са особено добре организирани и систематични от страна на националистите, като са по-дезорганизирани от страна на републиканците. Броят на загиналите от 500 хил. обаче не включва смъртните случаи от недохранване, глад или болести, причинени от войната.

### Франкистки репресии след войната и републиканско изгнание
След войната франкисткият режим започва репресивен процес срещу губещата страна, своеобразно "прочистване" срещу всичко или всеки, свързан с Републиката. Този процес води мнозина до изгнание или смърт. Изгнанието е на три вълни. Първата е по време на Северната кампания (март – ноември 1937 г.), последвана от втора вълна след падането на Каталуния (януари – февруари 1939 г.), при която около 400 хил. души бягат във Франция. Френските власти трябва да импровизират концентрационни лагери с толкова тежки условия, че почти половината от изгнаниците испанци се завръщат. Третата вълна настъпва след войната, в края на март 1939 г., когато хиляди републиканци се опитват да се качат на кораби за изгнание, въпреки че малцина успяват.

### Международни отношения
Политическите и емоционални последици от войната надхвърлят националния мащаб, превръщайки се в предвестник на Втората световна война. Войната често е описвана от историците като „прелюдия към“ или „начален кръг“ на Втората световна война, като част от международната битка срещу фашизма. Историкът Стенли Пейн предполага, че тази гледна точка е неправилно обобщение на геополитическата позиция на междувоенния период, като твърди, че международният съюз, създаден през декември 1941 г., след като САЩ влизат във Втората световна война, е политически много по-широк от испанския народен фронт. Така Испанската гражданска война, твърди Пейн, е била много по-ясно очертана революционна и контрареволюционна борба между левите и десните крила, докато Втората световна война първоначално е с фашистки и комунистически сили на една и съща страна с комбинираното нацистко-съветско нахлуване в Полша. Пейн предполага, че вместо това, гражданската война е последната от революционните кризи, възникнали след Първата световна война, като отбелязва, че има паралели като пълното революционно разпадане на вътрешните институции, развитието на пълномащабни революционни и контрареволюционни борби, развитие на типична комунистическа сила след Първата световна война под формата на Народната армия, крайно изостряне на национализма, честото използване на военни оръжия и тактики в стила на Първата световна война и фактът, че това не е продукт на плана на някоя от големите сили, което го прави по-подобен на кризите след Първата световна война, възникнали след Версайския договор.
След войната испанската политика се насочва силно към Германия, Португалия и Италия, тъй като те са най-големите поддръжници на национализма и идеологически на Испания. Въпреки това след края на Гражданската война и по-късно през Втората световна война, Франкистка Испания е в силна изолация от повечето други нации до 50-те години на 20. век, в които американската антикомунистическа международна политика предпочита да има крайно десен и изключително антикомунистически съюзник в Европа.